# Mannlicher M1895
De Mannlicher M95  was het standaardgeweer van de Nederlandse en Nederlands-Indische krijgsmacht vanaf 1895 tot en met de Tweede Wereldoorlog. Het geweer kent twee versies, namelijk de Mannlicher karabijn M.95 en het Mannlicher geweer M.95.

## Geschiedenis
De Mannlicher M95 werd ontworpen door de beroemde Oostenrijkse wapenontwerper Ferdinand Ritter von Mannlicher. Hij baseerde zijn nieuwe geweer op het type dat hij al in 1890 had uitgevonden. Het wapen werd geïntroduceerd ten tijde van het Oostenrijks-Hongaarse Rijk. Tussen 1895 en 1918 zijn er in totaal meer dan drie miljoen exemplaren in diverse uitvoeringen geproduceerd. De productie vond plaats in Boedapest (Hongarije) en Steyr (Oostenrijk). Aan het laatste stadje dankt het geweer zijn naam, Steyr-Mannlicher M1894. In Nederland was de naam echter Mannlicher M95 (zonder Steyr ervoor).
Vanaf 1893 had Roemenië een Mannlicher geweer in gebruik dat bijna gelijk was aan het Nederlandse model van 1895. Hoewel de hoofdmaten (6,5 × 53 R) van de Roemeense patroon overeenkomen met die van de Nederlandse patroon, zijn de patronen niet onderling verwisselbaar doordat de Roemeense patroonhuls een dikkere extractierand heeft. Tijdens de Eerste Wereldoorlog hadden Oostenrijk en Hongarije Mannlicher geweren in de bewapening.
Het Mannlicher repeteergeweer heeft bij veel landen dienstgedaan en stond bekend als zeer betrouwbaar. In de jaren zeventig van de twintigste eeuw bleek dat veel geweren in handen waren geraakt van Afrikaanse guerrillatroepen.

### Nederland

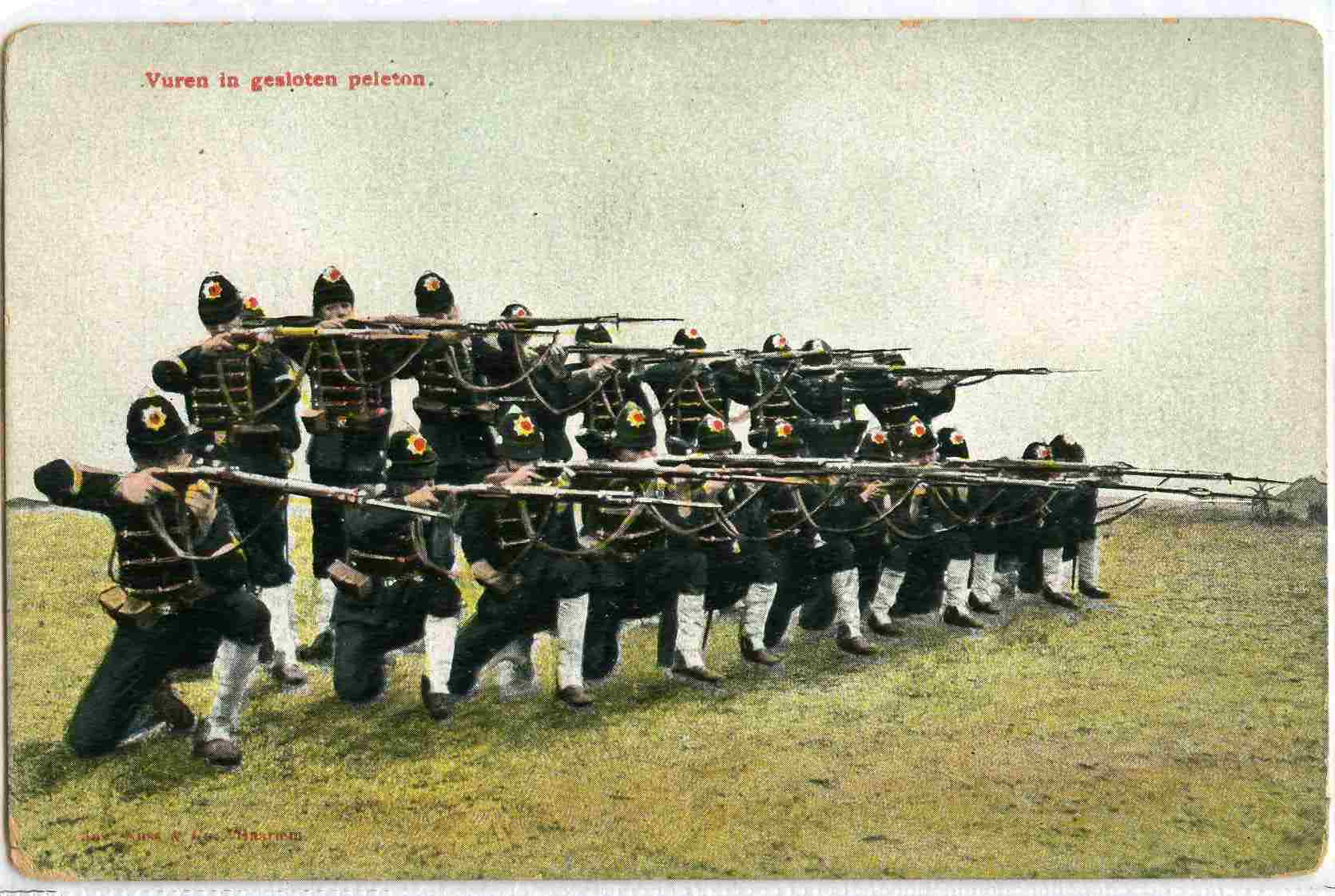
Het Korps Koloniale Reserve uit Nijmegen, vurend in gesloten peloton

Op 4 december 1895 kreeg het Nederlandse leger officieel een nieuw geweer, de Mannlicher M95, ter vervanging van het oude Beaumontgeweer met een kaliber van 11 mm. Het nieuwe wapen had een vijfschots magazijn en een kaliber van 6,5 mm tegenover het vierschotsmagazijn (systeem Vitali) met 11 mm patronen (kaliber 11 mm × 50R) van sommige op magazijnlading aangepaste Beaumontgeweren. De lading van de 6,5 mm-patroon bestond uit rookarm kruit, in tegenstelling tot de Beaumontpatroon die met zwart kruit (buskruit) was geladen. Tot en met de Tweede Wereldoorlog was de M.95 bij het leger in Nederland in gebruik, bij het Koninklijk Nederlandsch-Indisch Leger in Indië en bij de Marine.
Het geweer M.95 was een wapen dat paste in de ontwikkelingen van die tijd. Het had een kaliber van 6,5 mm, een lengte van bijna 130 cm en een gewicht van 4,2 kilogram. De vizierverdeling liep van vierhonderd tot tweeduizend meter. Het geweer was voorzien van een notenhouten kolf en lade uit één stuk. Op de bovenkant van de loop was een handbeschermer aangebracht, met een uitsparing voor het vizier.
Met de invoering van dit wapen deed een nieuwe patroon zijn intrede in het Nederlandse leger: de 6,5 × 53,5 R. De 6,5 (mm) staat hierbij voor het kaliber, 53,5 (mm) voor de lengte van de huls en de R voor Randhuls. Deze patroon werd niet alleen gebruikt door het geweer M.95 en de karabijnen M.95, ook de lichte Lewis M.20 maakte gebruik van deze munitie, alsmede enige tijd de zware mitrailleurs, die echter na verloop van tijd naar 7,9 mm werden opgeboord.
De invoering van een nieuw geweer zorgde voor heel wat werk. Er moest een fabriek worden gebouwd voor de productie van de munitie en een werkplaats waar de wapens konden worden gerepareerd. Voor dat laatste werd de Werkplaats voor Draagbare Wapenen gebouwd bij de Artillerie-Inrichtingen. Daar werden alleen wapens gerepareerd, het produceren van de wapens vertrouwde men in eerste instantie niet aan hen toe, omdat er werd getwijfeld aan de kwaliteit. De M.95 wapens werden gekocht bij de Österreichische Waffenfabriks Gesellschaft (Ö.W.G.) in Steyr. Vanaf 1904 maakten de Artillerie Inrichtingen (Hembrug) de Mannlicher geweren onder licentie zelf. Men was daar tevreden mee, want de kwaliteit bleek uitstekend en de prijs aanzienlijk lager. Tot de Eerste Wereldoorlog werden enkele duizenden geweren per jaar gemaakt. Toen Nederland mobiliseerde had men veel meer wapens nodig, en dus werd de productie opgeschroefd. Na 1918 kwam de geweerproductie voor het Nederlandse leger stil te liggen. Er waren er toen zo'n 470.000 geproduceerd; ruim voldoende om het leger mee uit te kunnen rusten.

## Vernieuwingen
Er werden verschillende typen van deze karabijn ontwikkeld. No.1 was de karabijn voor de cavalerie en werd in 1896 ingevoerd. In datzelfde jaar volgde de No.2 voor de Koninklijke Marechaussee, die was voorzien van een omklapbaar bajonet. No.3 kwam ook uit in 1896 en was voor de genie, artillerie en verbindingsofficieren. Deze had een langere handbescherming en een bajonet. In 1908 kwam uitvoering No.4 voor de compagnieën wielrijders beschikbaar met dezelfde bajonet als uitvoering No.3. Het nadeel van vier verschillende uitvoeringen bleek al snel tijdens de productie: voor iedere uitvoering waren specifieke onderdelen nodig.
Daarom werden er vier nieuwe karabijnmodellen ontwikkeld, No.1 (cavalerie), 2 (artillerie, genie en verbindingsofficieren), 3 (wielrijders) en 4 (wielrijders) Nieuw Model. Het was de bedoeling dat ze maar weinig verschilden om zo dus de productie te bevorderen. Ook was het de bedoeling de karabijnen van het type Oud Model te laten wijzigen in Nieuw model. In plaats van één type karabijn waren er dus acht.
Vanaf 1935 werden geweren ingekort tot karabijnen voor de politie en later ook voor het leger (cavalerie, artillerie, genie en verbindingsofficieren). In 1937 kwam er nog een uitvoering bij. Er was behoefte aan meer karabijnen, en aangezien er afdoende geweren waren, werden daarvan een aantal omgebouwd tot karabijn, wat No.5 werd. De wapens die bij de artillerie inrichtingen gemaakt werden stonden bekend als Hembruggeweer/karabijn.
In mei 1940 was de M95 bijna 45 jaar in gebruik. In de tijd van 1895-1940 werden er pogingen gedaan om het wapen te verbeteren. Het belangrijkste punt was het kaliber: de gebruikte 6,5 mm patroon had niet genoeg stopkracht. Door het volmantelontwerp en de grote energie die de kogel bij afvuren meekreeg, ging de patroon vaak door het doel heen, wat minder schade toebracht dan wanneer de kogel in het lichaam bleef zitten en alle energie van de kogel op het geraakte doel werd overgebracht. Er werd een commissie aangesteld in 1910; die trok de conclusie dat alle lopen naar 7,9 mm moesten worden omgeboord en dat de stompe volmantelpatronen vervangen moesten worden door spitsvormige patronen. Dit werd echter om onbekende redenen niet gedaan [wel bij de zware mitrailleurs], waardoor alle M.95 geweren en karabijnen in mei 1940 nog de 6,5 mm volmantelpatroon hadden.
Na mei 1940 zijn veel Nederlandse Mannlicher geweren overgenomen door de Duitse bezetter. Deze zijn later gebruikt door bondgenoten van de Duitsers, door de Volkssturm en door politionele eenheden.